# Uomo che fuma
L'uomo che fuma (nella versione originale in lingua inglese Cigarette Smoking Man o Cancer Man), conosciuto successivamente con il vero nome di C.G.B. Spender (che è l'acronimo di Carl Gerhard Busch Spender), è il principale antagonista della serie televisiva di fantascienza X-Files, interpretato da William B. Davis. In Italia è doppiato da Diego Reggente.

## Origine
Il nome, anche se non è quello ufficiale, è stato dato in quanto essendo per lungo tempo sconosciuto si limitava ad evidenziare il suo vizio, nel fumare una sigaretta Morley. Porta con sé un accendino con l'iscrizione "TRUST NO ONE" (non fidarsi di nessuno).

## Storia
C.G.B. Spender sembra essere nato il 21 agosto 1940 a Baton Rouge in Louisiana, suo padre venne giustiziato perché comunista e sua madre morì di cancro; nel 1962 a Fort Bragg in Carolina del Nord si incontra con Bill Mulder. Si sospetta che sia lui l'autore materiale degli omicidi di John F. Kennedy e di Martin Luther King. Si è sposato con Cassandra Spender da cui ebbe un figlio di nome Jeffrey, che lavora per l'FBI.
L'uomo che fuma lavora per il Consorzio, un'organizzazione ombra all'interno del governo degli Stati Uniti di cui fa parte, il cui obiettivo è nascondere all'opinione pubblica l'esistenza e i piani di colonizzazione degli alieni.
In gioventù lavorava alla stesura di un romanzo, chiamato "Take a chance: A Jack Colquit Adventure", usando lo pseudonimo Raul Bloodworth. Il romanzo non viene accettato per la pubblicazione fino al periodo in cui si svolge la serie e l'entusiasmo è tale che decide di smettere di fumare e di abbandonare il Consorzio. Tuttavia l'editore della rivista su cui viene pubblicato cambia il testo originale in maniera pesante e, profondamente deluso, torna sulle sue decisioni riprendendo a fumare e stracciando la lettera di dimissioni.
Dopo la fine dell'organizzazione, una forma di encefalite lo costringerà sulla sedia a rotelle e a sottoporsi ad una tracheotomia.
Alla fine della serie lo ritroviamo con lunghi capelli bianchi in Nuovo Messico dove veniva chiamato "il detentore della verità". Dopo aver raccontato della colonizzazione aliena che inizierà il 22 dicembre 2012 viene investito dall'esplosione di alcuni missili, che lo sfigurano. Successivamente, in ospedale, stringe un accordo con Monica Reyes: la salvezza della donna dallo sterminio virale a cui sarà destinata l'umanità, in cambio della sua fedeltà.

### Rapporti
Nel corso della serie lo vediamo interagire con diversi elementi importanti della serie, all'inizio specialmente con il vice direttore dell'FBI Walter Skinner.

#### Rapporto con Mulder
Essendo uno degli uomini dell'organizzazione più in vista, molte volte ha reso vani i tentativi di Mulder di scoprire la verità. Al tempo stesso conduce anche la ricerca del vaccino per curare il cancro nero, malattia mortale trasmessa dagli extraterrestri. Farà sapere a Mulder gli esiti delle ricerche. Agli inizi più volte nascondeva dei rapporti e prove nel sotterraneo del Pentagono.
Nel finire della stagione, si apprende che l'uomo che fuma e William Mulder, padre dell'agente Fox, erano vecchi colleghi; successivamente ordinò a Krycek di uccidere William per garantire la sicurezza del Progetto. Aveva una relazione con Elizabeth "Teena" Kuipers Mulder, e alla fine si scoprirà che è il vero padre biologico di Fox Mulder.

#### Rapporto con l'organizzazione
Non ha buoni rapporti con il resto dei membri del Consorzio. Fra loro solo Conrad Strughold si fida dell'uomo che fuma. Il suo più grande rivale è l'uomo dalle mani curate, che lo disprezza. Alla fine decideranno di eliminarlo, ma sopravvive dopo essere stato colpito da un proiettile grazie alle cure di un alieno. Si ritira, ma alla fine il consorzio si tira indietro e lo accetta nuovamente nel gruppo.

##### Collaboratori
Si avvale spesso della collaborazione di Alex Krycek: questi viene incaricato dall'uomo che fuma sia di sorvegliare Mulder che di rapire Scully e sempre lui uccide il padre di Mulder. In seguito lo stesso Krycek cercherà di ucciderlo, senza riuscirci, gettandolo dalle scale. Con Diana Fowley riesce a salvarsi dallo sterminio del consorzio da parte degli alieni.